# Takeši Aoki
Takeši Aoki (japonsko 青木 剛), japonski nogometaš, * 28. september 1982.
Za japonsko reprezentanco je odigral dve uradni tekmi.